# Уркал, Октай
Октай Уркал (нем. Oktay Urkal; 15 января 1970, Западный Берлин) — немецкий боксёр-профессионал турецкого происхождения, выступающий в полусредней весовой категории. Серебряный призёр Летних Олимпийских игр 1996 года в Атланте.

## 1996—2006
Дебютировал в сентябре 1996 года. Почти все бои провёл в Германии.
В июне 2001 года Уркал вышел на ринг против чемпиона мира в 1-м полусреднем весе по версиям WBC и WBA Константина Цзю. В упорном поединке Цзю победил по очкам.
В апреле 2004 года Октай Уркал встретился с чемпионом мира в 1-м полусреднем весе по версии WBA Вивианом Харрисом. В равном поединке победу решением большинства судей отдали Харрису.
В октябре 2004 года состоялся 2-й бой между Уркалом и Вивианом Харрисом. На этот раз Харрис нокаутировал противника в 11-м раунде.

## 2007-06-09Мигель Анхель Котто —Октай Уркал
- Место проведения:  Колисео Роберто Клементо, Сан-Хуан, Пуэрто-Рико
- Результат: Победа Котто техническим нокаутом в 11-м раунде в 12-раундовом бою
- Статус: Чемпионский бой за титул WBA в полусреднем весе (1-я защита Котто)
- Рефери: Луис Пабон
- Счет судей: Гуй Джутрас (97-92), Густаво Эстрелла (100-89), Нельсон Васкес (98-91) — все в пользу Котто на момент остановки
- Время: 1:01
- Вес: Котто 66,70 кг; Уркал 66,20 кг
- Трансляция: HBO
- Счёт неофициального судьи: Харольд Ледерман (98-91 Котто)

В марте 2007 года Уркал встретился с чемпионом мира в полусреднем весе по версии WBA пуэрториканцем Мигелем Анхелем Котто. В 7-м раунде судья снял с Уркала очко за движение головой. В 11-м раунде за такое же нарушение рефери вновь снял с него очко. Недовольный судейством тренер немца выбросил полотенце.